# Amilcare Barca
Amilcare Barca (ḤMLK -dal punico: 𐤇𐤌𐤋𐤊- o ḤMLQRT -𐤇𐤌𐤋𐤒𐤓𐤕-, "Melqart è misericordioso", BRQ -𐤁𐤓𐤒-, "Saetta"; ellenizzato in Hamilkas Barka e latinizzato in Hamilcar Barca; Byzacena, 290 a.C. circa – Helike, 229 a.C.) è stato un generale e politico cartaginese.
I figli Annibale, Asdrubale e Magone mantennero il soprannome del padre sotto forma di patronimico: vennero chiamati infatti "Barcidi"; in seguito, “Barca” finì per essere il cognome col quale la famiglia intera viene ricordata.

## Biografia
Amilcare (il cui nome teoforico, bdmlqrt, significa "servitore di Melqart") proveniva da una delle più antiche famiglie aristocratiche di Cartagine, che disponeva di possedimenti in Byzacena. Egli si distinse per le sue doti di generale nel 247 a.C., durante la Prima guerra punica. Gli fu infatti affidato il comando delle forze cartaginesi in Sicilia in un momento in cui essa si trovava pressoché nella sua interezza nelle mani dei Romani. Amilcare sbarcò immediatamente nella parte nord-occidentale dell'isola, accompagnato da un corpo di mercenari. Asserragliatosi prima sul monte Pellegrino, in seguito sul Monte Erice, riuscì non solo a mantenere la propria posizione contro gli attacchi nemici, ma anche a dirigere con successo la difesa delle città di Lilibeo e di Drepano, e ad effettuare alcune incursioni sulle coste dell'Italia meridionale. Amilcare non subì mai sconfitte, in terra siciliana. A dimostrazione del suo valore, i Romani gli concessero, infine, l'onore delle armi: fatto totalmente eccezionale per la consuetudine bellica romana.
Amilcare fu un generale davvero geniale e innovativo: perfezionò la manovra avvolgente, ereditata dall'Oriente ellenistico e da Santippo, e introdusse un metodo per frenare gli elefanti da guerra imbizzarriti, in modo da evitare che si volgessero contro le unità dell'esercito punico: dotò i cornac (i conducenti) di mazzuoli e grandi chiodi che, all'occorrenza, venivano conficcati nel cranio degli animali, uccidendoli.
Nonostante egli si facesse artefice di una così brillante campagna, il suo apporto non cambiò il corso della guerra, che terminò con la sconfitta dei Cartaginesi. Egli si oppose sempre all'accordo con Roma, tanto che, nel momento in cui venne ratificato il trattato di pace, si allontanò dalla sala del Consiglio cartaginese. Tornato in Africa, le truppe mercenarie, che erano state tenute a freno soltanto dalla sua autorità e dalla promessa di una buona paga, si ammutinarono. Nel 240 a.C., Amilcare assunse il comando delle truppe cartaginesi: dopo tre anni di lotta senza tregua, Cartagine riuscì a domare la rivolta dei mercenari, che per poco non aveva distrutto la stessa città. 
Nei periodi di pace, Amilcare poteva dedicarsi alla cura dei suoi possedimenti terrieri in Byzacena, regione africana.
Amilcare, dopo la sconfitta di Cartagine nella prima guerra punica e dopo aver domato la rivolta dei mercenari e dei sudditi libici, era determinato, in contrasto con i propositi conservatori del partito aristocratico di Cartagine, a sviluppare un importante programma di espansione e rafforzamento della città in funzione anti-romana. Secondo la tradizione storiografica antica egli avrebbe contato, in prospettiva per la lotta contro Roma, sul supporto dei suoi tre figli maschi, «i tre leoncini» allevati «per la rovina di Roma». Ebbe poi tre figlie, delle quali ci sono sconosciuti i nomi. Usate come strumenti politici, vennero date in moglie a potenti figure politiche, il suffeta Bomilcare, il principe numida Narava e ad Asdrubale Maior. Indignato dal comportamento di Roma, che ruppe il trattato di pace approfittando della debolezza di Cartagine dopo il termine della guerra, Amilcare convinse il governo punico della necessità di espandere i domini cartaginesi nella penisola iberica (che alcune fonti indicano come un dominio cartaginese perduto), per ottenere le risorse necessarie per pagare l'indennizzo di guerra e progettare future guerre contro Roma.
Cartagine fornì solo una forza relativamente ristretta. Dopo aver a lungo addestrato alcuni corpi di cavalieri numidi, iniziò una campagna di invasione che lo portò sia con la diplomazia che con l'uso delle armi a conquistare gran parte della penisola iberica. Amilcare infatti, accompagnato dal figlio Annibale, che allora aveva nove anni, intraprese nel 237 la marcia lungo le costa del Nord Africa fino alle Colonne d'Ercole. Gli altri due figli, Asdrubale e Magone, restarono a Cartagine. In questo momento si colloca il celebre episodio del giuramento di Annibale bambino. Secondo la tradizione storiografica iniziata da Polibio e perpetuata da altri storici antichi, prima della partenza per la Spagna, Amilcare avrebbe fatto giurare solennemente al figlio che egli non sarebbe mai stato amico di Roma; l'evento, messo in dubbio dagli storici moderni, è divenuto esemplare per rappresentare simbolicamente il sentimento di odio eterno di Annibale verso Roma che rimase effettivamente l'elemento dominante della vita del condottiero cartaginese.
La campagna di Amilcare in Spagna meridionale ebbe successo: pur con poche truppe e pochi finanziamenti, egli sottomise alcune città iberiche scegliendo come base operativa la vecchia colonia punica di Gades, l'odierna Cadice. Egli riaprì le miniere per autofinanziarsi, riorganizzò l'esercito e iniziò la conquista. Un'altra grande conseguenza delle conquiste fu l'arruolamento di Celtiberi nell'esercito cartaginese: questi uomini costituivano probabilmente le unità più tenaci delle forze di terra. Nel 231 a.C., i Romani, insospettiti dal grande attivismo del Punico, inviarono un'ambasceria in Iberia. Il Barcide riuscì a convincere i legati della bontà dei propri intenti: egli sfruttava le ricchezze dei territori conquistati per pagare l'indennità di guerra. Malgrado questa rassicurazione, i Romani iniziarono a stringere un rapporto con la città di Sagunto, che divenne probabilmente «amica del popolo romano»: tale avvenimento avrebbe fornito ad Annibale il pretesto per attaccare la città e dare inizio a una nuova guerra.
Amilcare condusse fino al 231 a.C. campagne verso le aree orientali dell'Iberia, lungo la costa di levante; in questi anni i Punici vinsero uno scontro navale e, soprattutto, fondarono un importante centro, Alicante. Fornendo alla madrepatria convogli di navi cariche di metalli preziosi che aiutarono Cartagine nel pagamento dell'ingente debito di guerra con Roma, oltre che a finanziare quella guerra di "rivincita" tanto desiderata dal condottiero, Amilcare ottenne grande popolarità in patria. Sotto il suo comando, si assistette a un'autentica rivoluzione: il comandante in capo dell'esercito fu, da allora, acclamato dai soldati (Annibale, ad esempio, fu proclamato generale dai suoi sottoposti). Dopo un suo fallito assedio alla città di Helike (l'odierna Elche), nella ritirata morì affogato durante l'attraversamento di un fiume. Annibale era presente all'episodio. Venne scelto come suo successore il marito di sua figlia, Asdrubale, chiamato anche Asdrubale Maior per distinguerlo da Asdrubale, figlio di Amilcare e fratello minore di Annibale.
Nella letteratura
Amilcare è un personaggio di Salammbô, romanzo di Gustave Flaubert ambientato nell'epoca della rivolta dei mercenari (240 a.C.-238 a.C.).